# Царева-Поляна
Царева-Поляна (болг. Царева поляна) — село в Болгарии. Находится в Хасковской области, входит в общину Стамболово. Население составляет 385 человек.

## Политическая ситуация
В местном кметстве Царева-Поляна, в состав которого входит Царева-Поляна, должность кмета (старосты) исполняет Веселина Денева Недева (Болгарская социалистическая партия (БСП)) по результатам выборов правления кметства.
Кмет (мэр) общины Стамболово — Гюнер Фариз Сербест (Движение за права и свободы (ДПС)) по результатам выборов в правление общины.